# 里の駅広川くだもの村
里の駅広川くだもの村（さとのえき ひろかわくだものむら）は、福岡県八女郡広川町にある農産物直売所。

## 概要
自家農園で育てられたフルーツや、地元農家の生産した野菜などを販売する直売所。1月〜5月はあまおうなどのイチゴ狩りが楽しめる。

## 利用情報
- 所在地：福岡県八女郡広川町吉常268
- 営業時間：9:00～18:00
- 定休日：なし

## アクセス
- 西鉄久留米駅より堀川バス福島ゆきに乗車し「六田四ッ角」下車、徒歩4分（350m）。
- マイカーの場合、九州自動車道広川インターチェンジより4km。